# Otto Schulmann
Otto Schulmann (20. Dezember 1902 in München – 6. Februar 1989) war ein deutschstämmiger Dirigent und Gesangspädagoge, der 1933 aus rassischen Gründen flüchten musste und danach in San Francisco lebte und lehrte.

## Leben und Werk
Schulmann war jüdischer Herkunft, jedoch katholisch getauft. Sein Vater besaß eine kleine Privatbank in München. Er studierte an der Münchner Staatlichen Akademie der Tonkunst bei Hugo Röhr (1866–1937), einem damals sehr bekannten Münchner Komponisten und Dirigenten. Er wurde Erster Kapellmeister am Stadttheater Ulm. Er war verheiratet mit Sophie geb. Rappel (1905–1996), Sängerin am Stadttheater. Als jüngerer Kollege wurde ihm 1930 Herbert von Karajan zur Seite gestellt. „Es hatte sich vor 1933 eine Freundschaft zwischen beiden Dirigenten entwickelt, die später von Schulmann nicht weiter kommentiert wurde.“ Karajan erläuterte später, dass er viel vom etwas älteren Kollegen gelernt habe. Karajan saß während vieler von Schulmann dirigierten Vorstellungen zwischen den Holzbläsern und beobachtete jede Geste des Dirigenten ganz genau. Schulmanns Frau trat in mehreren von Karajan dirigierten Vorstellungen auf, als Zerlina, als Lola und in einer nicht näher bezeichneten Rolle im Rigoletto. Schulmann musste nach der Machtergreifung der Nationalsozialisten im Jahr 1933 flüchten. Karajan trat der NSDAP bei und übernahm Schulmanns Position.
Kurze Zeit war Schulmann als Operettendirigent am Stadttheater Klagenfurt engagiert. Am 8. Dezember 1933 leitete er eine Tosca-Aufführung im Salzburger Festspielhaus. Die Hauptrollen sangen Jolanthe Garda, Josef Kalenberg und Desider Kovács. Danach ging er ohne Engagement nach Mailand, um dort gemeinsam mit seiner Ehefrau die Emigration in die Vereinigten Staaten zu betreiben. Das Musikerpaar gelangte schließlich in ein Flüchtlingslager nach Kuba, wo sie bis 1939 auf die US-amerikanischen Einreisepapiere warten mussten.
Das Ehepaar ging nach San Francisco. Otto Schulmann unterrichtete Gesang; seine Frau arbeitete als Köchin, um Geld für ein eigenes Restaurant anzusparen. 1952 wurde Otto Schulmann als Gesangspädagoge an der Stanford University verpflichtet. Gemeinsam mit namhaften Kollegen etablierte er in den 1950er und 1960er Jahren in Stanford einen neuen Stil der Gesangspädagogik, der zahlreiche Talente entdeckte und förderte, beispielsweise den Heldentenor Jess Thomas und die Mezzosopranistin Janis Martin, beide später berühmt für ihre Wagner-Interpretationen. Jess Thomas reüssierte auch als Operetten- und Musicalsänger am Broadway. Von 1958 bis 1968 unterrichtete Otto Schulmann auch am San Francisco Conservatory of Music. Einer seiner Schüler dort war Ronald Moreno Gallegos.